# Ludwina (Łódź)
Pour les articles homonymes, voir Ludwina.
Ludwina est une localité polonaise de la gmina et du powiat de Wieluń en voïvodie de Łódź.